# Estación de Nueva Numancia

Ampliación del Metro de Madrid 1955-1966

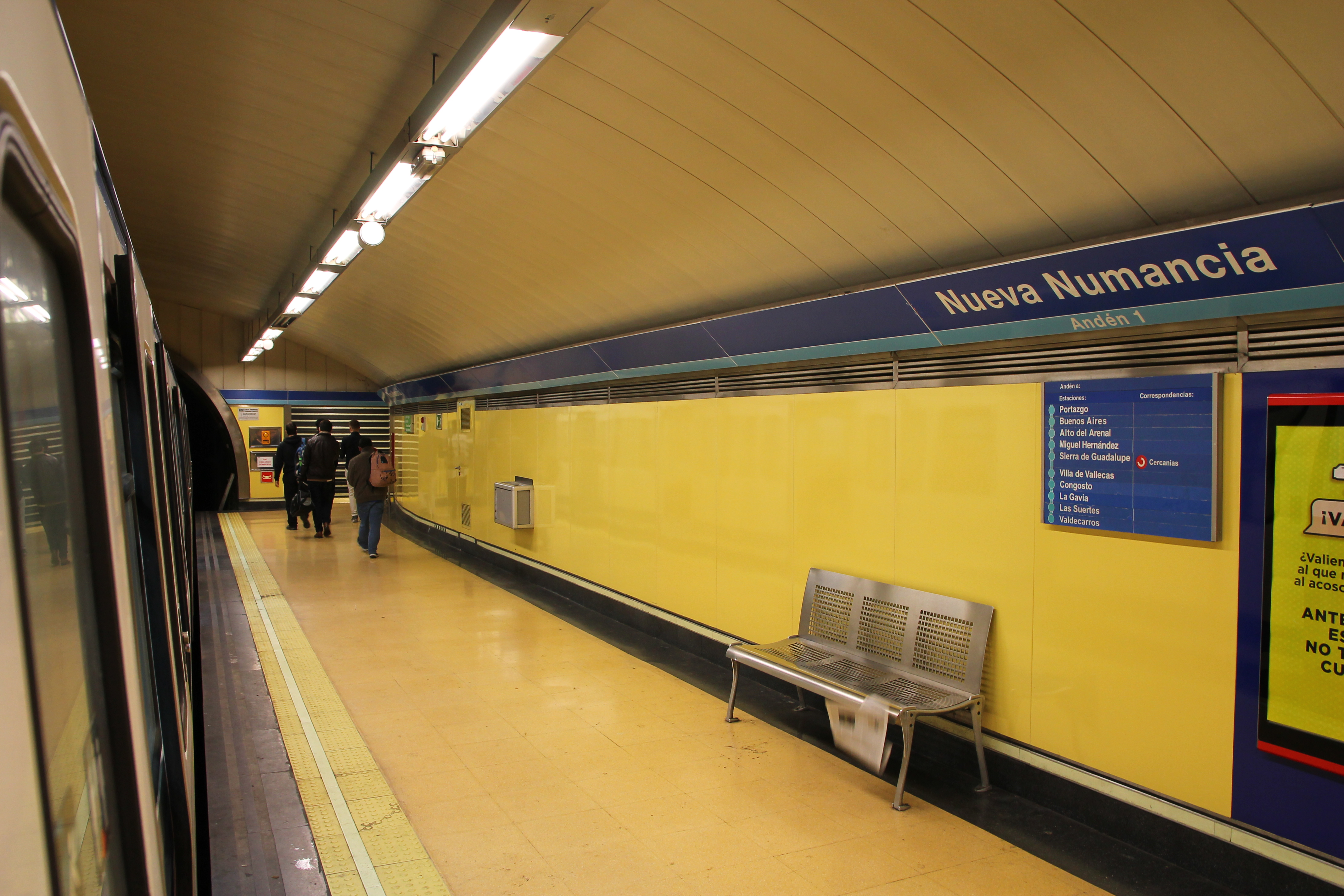
Andén de la estación

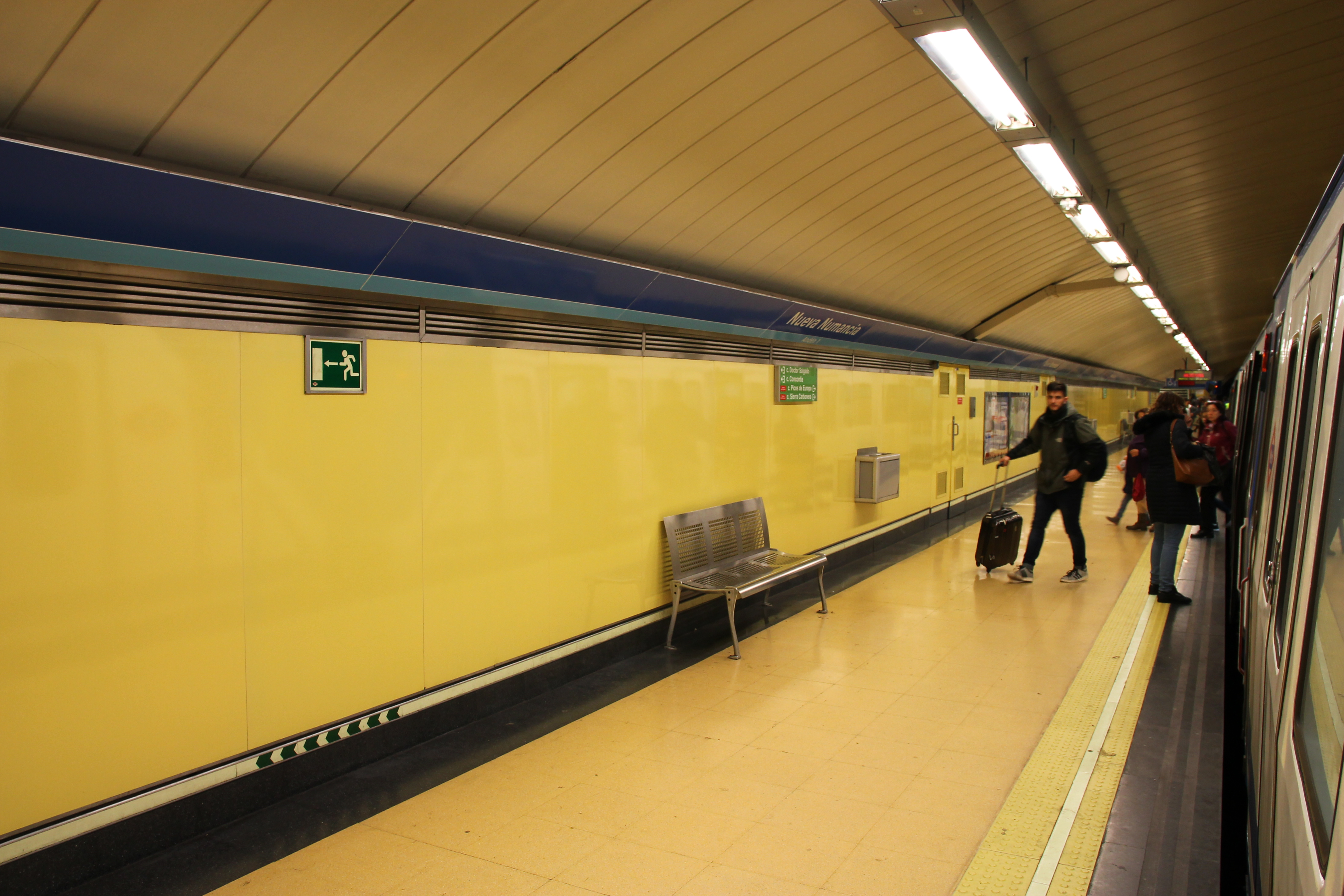
Andén de la estación

Nueva Numancia es una estación de la línea 1 del Metro de Madrid situada en el cruce de la avenida de la Albufera con la calle Puerto de Canfranc, en el distrito madrileño de Puente de Vallecas. 

## Historia
La estación se inauguró el 2 de julio de 1962.
Del 3 de julio al 20 de octubre de 2016, la estación permaneció cerrada por las obras de mejora de las instalaciones de la línea 1 entre las estaciones de Plaza de Castilla y Sierra de Guadalupe.
El 1 de abril de 2017 se eliminó el horario especial de todos los vestíbulos que cerraban a las 21:40 y la inexistencia de personal en dichos vestíbulos.
Desde el 24 de junio de 2023, y hasta el 14 de octubre, el tramo Nueva Numancia-Valdecarros permaneció cortado por obras. En su lugar se ha establecido un servicio sustitutivo de autobús. El tramo Sol-Nueva Numancia permaneció cerrado entre el 24 de junio y el 26 de septiembre.

## Accesos
Vestíbulo Norte
- Norte, pares Avda. Albufera, 54
- Norte, impares Avda. Albufera, 47

Vestíbulo Sur
- Sur, impares Avda. Albufera, 69
- Sur, pares Avda. Albufera, 76

## Líneas y conexiones

### Metro
| << cabecera        | < estación         | línea | estación > | cabecera >> |
| ------------------ | ------------------ | ----- | ---------- | ----------- |
| Pinar de Chamartín | Puente de Vallecas |       | Portazgo   | Valdecarros |

### Autobuses
| Diurnos   |                    |                                        |
| Línea     | Destino            | Parada                                 |
| 54        | Congosto           | 1003 NUEVA NUMANCIA (Av. Albufera, 76) |
| 57        | Alto del Arenal    | 1003 NUEVA NUMANCIA (Av. Albufera, 76) |
| 58        | Santa Eugenia      | 1003 NUEVA NUMANCIA (Av. Albufera, 76) |
| 136       | Madrid Sur         | 1003 NUEVA NUMANCIA (Av. Albufera, 76) |
| 54        | Estación de Atocha | 1004 NUEVA NUMANCIA (Av. Albufera, 71) |
| 57        | Estación de Atocha | 1004 NUEVA NUMANCIA (Av. Albufera, 71) |
| 58        | Puente de Vallecas | 1004 NUEVA NUMANCIA (Av. Albufera, 71) |
| 136       | Pacífico           | 1004 NUEVA NUMANCIA (Av. Albufera, 71) |
| Nocturnos |                    |                                        |
| Línea     | Destino            | Parada                                 |
| N10       | Palomeras          | 1003 NUEVA NUMANCIA (Av. Albufera, 76) |
| N25       | Villa de Vallecas  | 1003 NUEVA NUMANCIA (Av. Albufera, 76) |
| N10       | Cibeles            | 1004 NUEVA NUMANCIA (Av. Albufera, 71) |
| N25       | Alonso Martínez    | 1004 NUEVA NUMANCIA (Av. Albufera, 71) |